# Chiasmognathus aegyptiacus
Chiasmognathus aegyptiacus är en biart som först beskrevs av Warncke 1983.  Chiasmognathus aegyptiacus ingår i släktet Chiasmognathus och familjen långtungebin. Inga underarter finns listade i Catalogue of Life.